# Висмут (советско-германское предприятие)

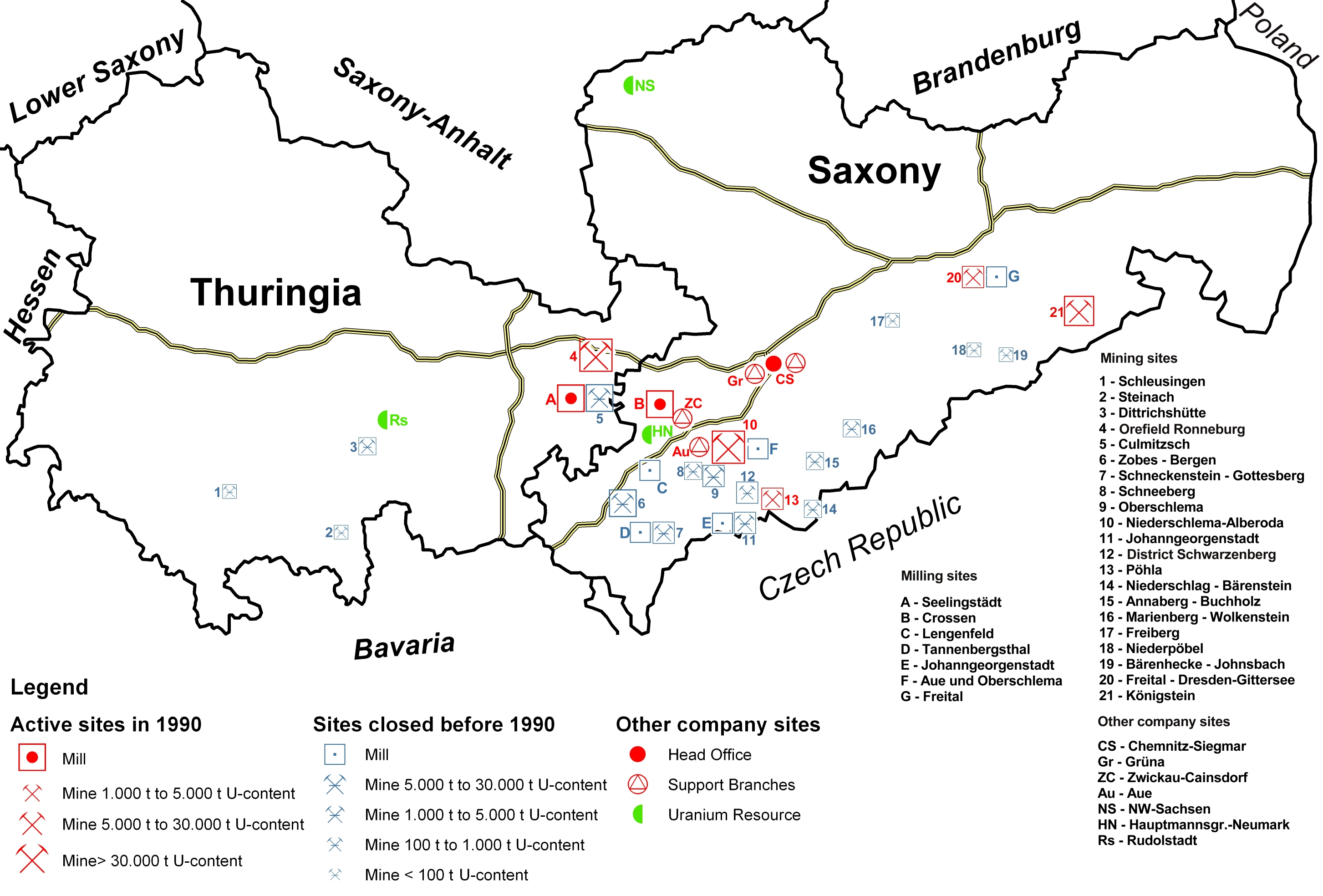
Расположение рудников и фабрик предприятия Висмут

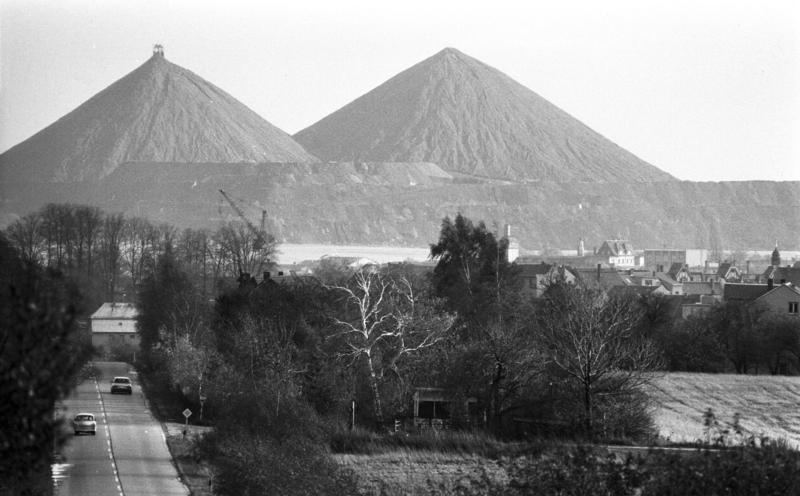
Шахтные терриконы урановых рудников в окрестностях Роннебурга. 1990 год

«Висмут» — совместное предприятие СССР и ГДР, в структуре которого были геологоразведочные, горнодобывающие и перерабатывающие предприятия, где добывалась и обогащалась урановая руда, поставляемая для атомной промышленности Советского Союза. Горно-обогатительный комбинат был расположен на территории от Роннебурга под Ге́рой (Тюрингия) до Кёнигштайна (Саксония). Основное производство располагалось в округе Карл-Маркс-Штадт в Рудных горах неподалёку от границы с Чехословакией.

## Предыстория
Уран в Рудных горах был известен с XVI века, когда в серебряно-кобальтовых рудниках находили чёрные тяжёлые минералы, в то время считавшиеся бесполезными и получившие у горняков название пехбленде. Именно обрабатывая минералы из Рудных гор, химик Мартин Клапрот в 1789 году открыл уран. К 1898 году, когда супруги Пьер и Мария Кюри смогли выделить из настурана, добытого в Рудных горах, элементы полоний и радий, были известны в общей сложности 21 минерал урана, 14 из которых впервые были обнаружены в Рудных горах.
О существовании месторождений урановых руд в Саксонии знали и власти нацистской Германии, поручившие геологам накануне Второй мировой войны найти сырьё для германского секретного «сверхоружия». Однако поиски немецких геологов не дали положительного результата, несмотря на высокое содержание радиоактивного газа радона в водных источниках. Они решили, что урановые руды «разложились» и пришли к выводу, что рудники для атомного проекта непригодны.
В конце Второй мировой войны территория, на которой находились урановые залежи, была оккупирована войсками США. Власти США знали о существовании залежей урана, однако посчитали нерентабельным добывать здесь уран, так как гораздо дешевле можно было получить уран для производства атомных бомб в Бельгийском Конго и других местах.
После того, как в июле 1945 года США отвели свои войска из Тюрингии и Саксонии, и эта территория отошла к зоне оккупации Германии Советским Союзом согласно Ялтинским соглашениям, советские геологи провели изыскания в Рудных горах и обнаружили здесь легкообогатимые запасы урана. Было принято решение построить здесь в условиях строжайшей секретности предприятие по добыче урана для советской атомной промышленности. Проект получил конспиративное название «Висмут», по названию нерадиоактивного химического элемента.

## Начало деятельности
Контроль за работой предприятия «Висмут», так же как и всех других предприятий, задействованных в проекте создания советской атомной бомбы, осуществлялся председателем Спецкомитета ГКО Лаврентием Берией и его первым заместителем Завенягиным. Первым директором «Висмута» был назначен генерал-майор Михаил Мальцев, который напрямую был подчинён Завенягину. В короткие сроки удалось восстановить довоенные рудники, механизмы, наладить системы вентиляции шахт, откачки воды и прочее оборудование. В качестве рабочих были привлечены немецкие горняки (на декабрь 1946 года немецких рабочих было 10 тысяч человек) и сотни военнопленных. Для стимулирования труда на предприятии в 1948 году была установлена дополнительная система снабжения промтоварами. В зависимости от проработанного времени и фактической выработки рабочие получали дополнительно промтоваров на сумму от 50 до 350 марок, аналогично был установлен премиальный принцип для инженеров и служащих.
В 1947 году началась добыча урана в районе Аннаберга, Шнеберга и в Мариенбергском бассейне. Первые годы существования всё имущество и все активы Саксонского горного управления, на базе которого велась разработка, принадлежали Советскому Союзу согласно условиям репарации.
| Год  | СССР  | Советская зона оккупации Германии/ГДР | Чехословакия | Болгария | Польша |
| ---- | ----- | ------------------------------------- | ------------ | -------- | ------ |
| 1945 | 14,6  | —                                     | —            | —        | —      |
| 1946 | 50,0  | 15,0                                  | 18,0         | 26,6     | —      |
| 1947 | 129,3 | 150,0                                 | 49,1         | 7,6      | 2,3    |
| 1948 | 182,5 | 321,2                                 | 103,2        | 18,2     | 9,3    |
| 1949 | 278,6 | 767,8                                 | 147,3        | 30,3     | 43,3   |
| 1950 | 416,9 | 1224,0                                | 281,4        | 70,9     | 63,6   |

## Советско-германское предприятие
В 1953 году СССР заявил об окончании взимания репараций с ГДР. Между СССР и ГДР был подписан договор, согласно которому ГДР получила исключительное право на разведку и разработку урановых месторождений на своей территории. В январе 1954 года советское акционерное общество (САО) «Висмут» было преобразовано в советско-германское акционерное общество (СГАО), доли в котором были распределены между немецкой и советской стороной на паритетных началах.
Предприятие работало в условиях секретности. Охрану предприятия в 1946—1954 годах осуществляло Управление внутренних войск (УВВ) Министерства государственной безопасности СССР в Германии. С 1954 года охрану объектов предприятий и охрану грузов предприятия «Висмут» на железной дороге до Бреста обеспечивали подразделения 105-го Краснознамённого ордена Красной Звезды Рижского отдельного пограничного полка специального назначения КГБ СССР.

## Производство и структура предприятия

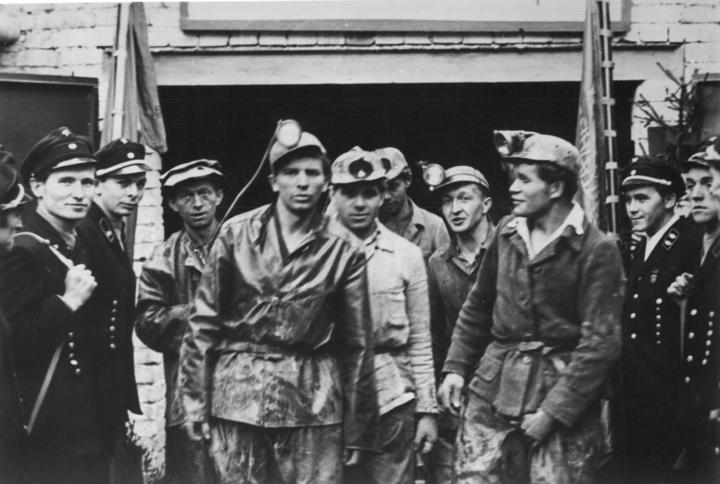
Немецкие шахтёры встречают на поверхности бригаду Ганса Блейша, выполнившего 5-летний план за 20,5 месяцев. Фото 24 сентября 1952 года.

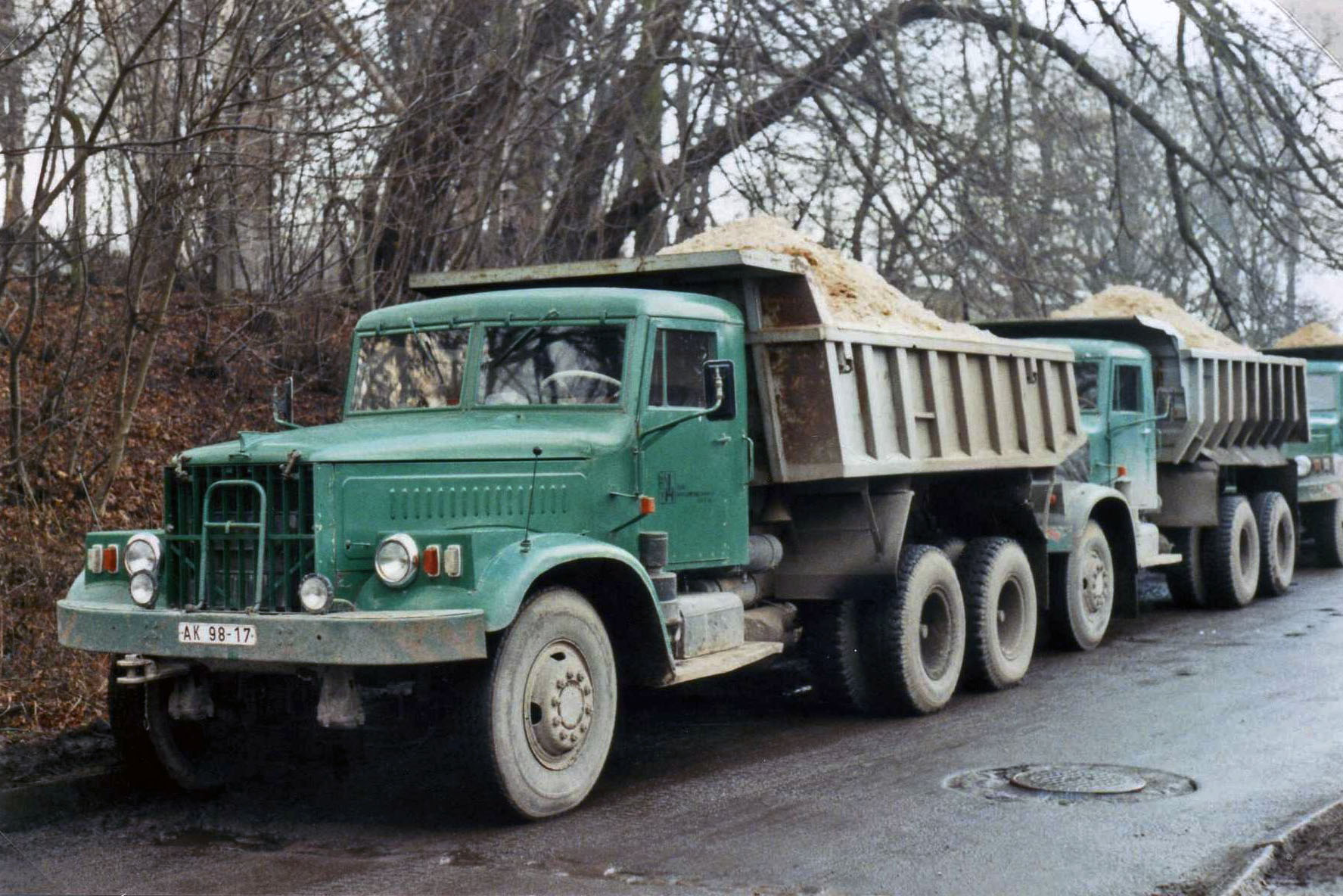
Автомобиль-самосвал КрАЗ-256Б1 с самосвальным кузовом производства авторемонтного подразделения Wismut. Фото 1990 года.

В структуре советско-германского акционерного общества «Висмут» были горнодобывающие (шахты, карьеры), геологоразведочные и перерабатывающие предприятия. В его составе также находились транспортное, авторемонтное, строительно-монтажное предприятия и машиностроительный завод. Кроме того, объединение имело свою собственную социальную инфраструктуру (производственные школы, учреждения здравоохранения, торговые и снабженческие предприятия).
Первые годы на предприятии все инженерно-технические должности занимали советские специалисты. Немцы работали только в качестве рабочих. Лишь с середины 1950-х годов среди инженерно-технического персонала стали появляться немецкие специалисты, главным образом, из числа выпускников советских вузов.
Динамика численности немецких рабочих на предприятии «Висмут»:
| Декабрь 1946 | Декабрь 1947 | Март 1948 | Июнь 1949 | Апрель 1950 | Декабрь 1953 | 1956   | 1961  |
| ------------ | ------------ | --------- | --------- | ----------- | ------------ | ------ | ----- |
| 10000        | 46000        | 50000     | 70000     | 110000      | 133000       | 100000 | 45000 |

Всего на 18 предприятиях общества в последние годы работало около 47 тысяч человек, в том числе на 6 горнодобывающих предприятиях и обогатительной фабрике — более 20 тысяч человек.
Всего с 1946 по 1990 год было добыто 220 тысяч тонн руды. Предприятие в 1990 году занимало первое место в Европе и третье место в мире среди уранодобывающих предприятий.
Также сотрудники предприятия проводили изыскательную деятельность на африканском континенте, в частности, в 1984 году геолого-разведывательная группа «Висмута» посетила Габон, Анголу, Конго и Намибию, в результате было добыто около 10 тонн образцов породы.
Фактическая стоимость поставок урана из ГДР в СССР в 1946—1960 годы (в скобках альтернативная оценка):
| Год                       | 1946 | 1947 | 1948 | 1949 | 1950 | 1951 | 1952 | 1953 | 1954 | 1955      | 1956      | 1957 | 1958      | 1959 | 1960 |
| ------------------------- | ---- | ---- | ---- | ---- | ---- | ---- | ---- | ---- | ---- | --------- | --------- | ---- | --------- | ---- | ---- |
| Стоимость в млн марок ГДР | 96   | 413  | 647  | 763  | 1081 | 1594 | 1434 | 1275 | 876  | 750 (732) | 709 (750) | 406  | 350 (642) | 292  | 250  |

## Ликвидация предприятия
С 1 января 1991 года добыча урана и хозяйственная деятельность «Висмута» была прекращена. После присоединения ГДР к ФРГ совместное советско-германское предприятие «Висмут» в соответствии с межправительственным соглашением было ликвидировано.
Для рекультивации земель, нарушенных горными работами было создано немецкое государственное предприятие Wismut GmBH.

## Кинофильмы о предприятии
Художественные фильмы:
- «Искатель солнца» (нем. Sonnensucher), режиссёр Конрад Вольф, сценарий — Карл-Георг Эгель (Karl Georg Egel) и Пауль Винс (Paul Wiens), производство киностудии ДЕФА (ГДР), 1958 год; фильм был вначале запрещён и впервые был показан в 1972 году;
- «Урановая гора» (нем. Der Uranberg), режиссёр Дрор Цахави (нем. Dror Zahavi), сценарий — Ханс-Вернер Хонерт Томас Шульц, производство телестудии ARD-Fernsehproduktion, 2011 год[11].
- «Фронт без пощады» (производство ГДР, 1984), приключенческий сериал; 12 серия «План убийства в шахте» и 13 серия «Оковы для убийц», время действия — 1949 г., место — урановая шахта предприятия «Висмут».

Документальные фильмы:
- «Висмут» (Die Wismut), режиссёр Фолькер Копп (нем. Volker Koepp), 1993 год, продолжительность фильма — 112 минут, фильм отмечен несколькими премиями в области кинодокументалистики;
- «„Висмутная лихорадка“ — атомные бомбы из Рудных гор» (Wildwest bei der Wismut — Atombomben aus dem Erzgebirge), авторы — Юрген Аст (Jürgen Ast) и Керстин Мауерсбергер (Kerstin Mauersberger), продолжительность — 45 минут, производство телевидения ARD, 2011 год.

## Сотрудники
- Белов Юрий Васильевич (главный инженер пректа "копёр") (1971-1976)
- Белов, Иван Иванович — лауреат Ленинской премии (1966).

- Шишкин, Альберт Александрович (1962—1970) — инспектор-референт и полномочный представитель предприятия в Берлине при генеральном директоре С. Н. Волощуке.
- Собко, Василий Алексеевич (1911—2004)  — генеральный директор предприятия (1956-1961)[12].
- Волощук, Семён Николаевич (1961—1986) — генеральный директор предприятия.